# Styrofoam (muziek)
Styrofoam is een Belgische band die elektronische muziek maakt, met invloeden uit R&B, Hiphop en popmuziek. De band is in feite een eenmansproject van Arne Van Petegem, die eerder onder andere meespeelde bij Orange Black en The Go Find.
In 2012 kondigde Van Petegem op Facebook een hiatus aan. Een jaar later verscheen echter de single lied voor een hart met Roosbeef.
Styrofoam was in 2015 een van de bands die het Ringlandlied maakten uit protest tegen de plannen van de Vlaamse Regering om de Oosterweelverbinding aan te leggen.
Van Petegem was een tijdlang hoofd van Trix.

## Discografie
- Disco synthesizers and daily tranquilizers (2010)
- A thousand words (2008)
- The same channel (2006)
- Nothing's Lost (2004)
- I'm what's there to show that something's missing (2002)
- A short album about murder (2001)
- The point misser (2000)